# Grâce commune
La grâce commune est un concept théologique appartenant au calvinisme, surtout énoncé et développé par le néo-calvinisme, pour désigner  la grâce que Dieu accorde à toute l'humanité ou à toute une communauté, par opposition à la grâce efficace accordée aux seuls élus. Il s'agit bien d'une grâce car elle est accordée gratuitement et souverainement par Dieu, mais elle ne joue pas de rôle direct dans le salut de l'humanité.

## Définition de la grâce commune
D'après le théologien réformé Louis Berkhof, la grâce commune "limite le pouvoir destructeur du péché, maintient dans une certaine mesure l'ordre moral de l'univers permettant ainsi à une vie ordonnée de se développer, distribue divers dons et talents parmi les humains, promeut le développement de la science et des arts, et déverse de nombreuses bénédictions sur les enfants de l'humanité." La grâce commune revêt quatre aspects : 
- le soin providentiel pour la création - ou divine providence - est une grâce accordée à tous[2]. Même des parents païens participent sans le savoir à cette divine providence en nourrissant leurs enfants[3].

- l'endiguement providentiel du péché : ainsi que l'enseigne l'apôtre Paul, les "autorités supérieures" ont été instituées par Dieu[4] pour maintenir l'ordre. Instruments faillibles de la grâce commune, les gouvernements civils sont cependant dénommés par l'apôtre Paul les "ministres de Dieu"[5]. Dieu intervient aussi parfois au travers des circonstances pour limiter les effets de leurs péchés[6].

- la conscience humaine : par l'effet de la grâce commune, l’humanité déchue dispose d'une conscience qui lui indique la différence entre le bien et le mal[7].

- les bénédictions providentielles de l'humanité : les progrès de l'humanité (techniques, médicaux, ou autres...) sont vus comme des effets de la grâce commune.

En bref, la grâce commune est la marque du soin que Dieu prend de sa création, permettant à la société de rester vivable malgré le péché qui règle sur les humains.

## Différence avec la grâce efficace
En théologie réformée, la grâce efficace est le moyen par lequel Dieu sauve, sanctifie et ressuscite son peuple. Au contraire de la grâce commune, elle n'est accordée qu'à ceux que Dieu a élus pour recevoir la foi en Jésus-Christ et être sauvés. 

## Points de vue théologiques

### Origines
L'idée de la grâce commune comme moyen que Dieu utilise pour stimuler la vie chrétienne, mais non pas pour sauver le pécheur, se trouve dans l'Institution de la religion chrétienne, œuvre fondatrice de Jean Calvin. Elle a été formulée plus précisément par le théologien néerlandais Abraham Kuyper . À la suite de Kuyper, Louis Berkhof distingue trois catégories de grâce commune :
1. la grâce commune universelle, qui est acquise à toutes les créatures;
2. la grâce commune générale, qui s'applique à l'humanité en général et à chaque être humain en particulier;
3. la grâce commune de l'Alliance, une grâce accordée à tous ceux qui vivent dans la sphère de l'Alliance, qu'ils fassent personnellement partie des élus ou non[9].

### Débats au sein du calvinisme orthodoxe
Les formulations d'Abraham Kuyper ont fait l'objet de controverses parfois vives au sein du calvinisme, causant des divisions en son sein. Ainsi, en 1924, le synode de l'Église chrétienne réformée en Amérique du Nord (ECR) adopta les "trois points de la grâce commune". Certains pasteurs refusèrent d'y souscrire et furent soit suspendus soit révoqués(emmenant avec eux la plupart de leurs paroisses). Ce schisme, qui a donné lieu à la fondation des Protestant Reformed Churches in America (PRC), subsiste aujourd'hui.
La position de cette église et de ses représentants, par exemple Herman Hoeksema, est très spécifique et repose sur une vision très élevée du concept de grâce, une promesse faite aux seuls élus, selon les textes bibliques. Selon eux, les dons de Dieu tels que la pluie, le soleil, etc. relèvent de la "providence", une providence qui sert en effet la croissance spirituelle des croyants mais qui n'apporte rien aux autres, voire qui ajoute à leur condamnation, de la même manière que la pluie fait pousser un arbre vivant et pourrir un arbre mort. Le premier point de la théorie de la grâce commune qui évoque "l'offre générale" de l’Évangile, est dénoncé par les théologiens de la PRC comme du quasi-arminianisme puisqu'il est impossible pour des humains totalement corrompus et non régénérés d'avoir accès à la compréhension de la Bible et à la foi en dehors de la grâce efficace et rédemptrice de Dieu.

### Débats entre calvinisme et arminianisme
Les arminiens et la plupart des calvinistes acceptent la grâce commune en tant que "providence" de Dieu distribuée gratuitement à toute l'humanité. Toutefois les arminiens y ajoutent ce qui a été désigné par le terme de "grâce commune suffisante" ou par le terme repris par les méthodistes de "grâce prévenante" ("prevenient grace") et qui correspond à une grâce qui préserve les humains des effets du péché jusqu'au point où ils peuvent exercer leur libre-arbitre et leur capacité de compréhension morale et spirituelle, et peuvent alors choisir de se tourner vers Dieu pour obtenir leur salut. Les calvinistes en restent au fait que la grâce commune ne peut rien contre la corruption totale et ne peut améliorer le statut moral de l'homme devant Dieu.  